# もういちど殺して
『もういちど殺して』（原題: Kill Me Again）は、1989年製作のアメリカ合衆国のスリラー映画。ヴァル・キルマー、ジョアンヌ・ウォーリー、マイケル・マドセン出演。日本ではVHSが発売された際に『もういちど殺して/キル・ミー・アゲイン』と改題された。

## ストーリー
アメリカのウィネマッカでフェイ・フォレスターとヴィンス・ミラーの2人組は、集金していたマフィアの構成員2人を襲って金を奪おうと画策していた。だが反撃されそうになり、ヴィンスはその1人を射殺しフェイと共に金を奪って逃走する。大金を手に入れ喜びに浸る2人だったが、フェイがヴィンスの元を離れて遠くに飛ぶことを伝えると彼は激怒し、車のキーを奪って逃げられないようにしてこれからもずっと側にいるよう命令する。フェイは、ヴィンスが用を足している隙に彼を石で殴り倒し、キーを取って1人で逃げる。
そのころリノで私立探偵をしているジャック・アンドリュースは、多額の借金の返済を滞納していたため貸主のビッグ・ジムの借金取りにいたぶられ小指を折られる。ヴィンスの元を去ったフェイは車でリノにたどり着き、そこの宿に一泊することにした。殴られ気絶させられたヴィンスは夜目を覚まし、フェイを見つけ出すため彼女の足取りを追う。宿に泊まったフェイは、電話帳から私立探偵を探してジャックの名前を見つけマッチ箱に名前と電話番号をメモする。翌日ジャックは、車が海に落下する事故で亡くした妻キャシーのことを考えていると、そこにフェイが現れ自分を殺して欲しいと偽装殺人を依頼してくる。法律に違反する行為のため最初は断ろうとしたジャックだが、彼女が提示した謝礼金と思いつめた彼女を見て依頼を受けることを決める。前金として謝礼の半分を受け取ったジャックは、友人のアラン・スエイジーに相談してフェイの新しい身分証を用意し、計画の準備を開始する。フェイの顔をモーテルの受付に覚えさせ、大男に変装したジャックは彼女とモーテルの部屋に入り、殺人の痕跡を偽装してフェイが殺されたように見せかける。そしてフェイを宿の部屋に送った後、彼女から金は後で渡すといわれたジャックは車の処分をして部屋に戻ると、そこに彼女はおらず騙されたことに気づく。
騙されたことよりも残りの金が気がかりのジャックは、彼女がどこに行ったかを調べるが手がかりが得られない。そんななか、モーテルに残した彼女の持ち物の中にジャックの名前がメモされたマッチ箱があったため、彼は殺人容疑で警察に逮捕されヘンドリックス警部補らによる取調べを受けることになる。しかし変装していたことでジャックはモーテルの受付の面通しを乗り切り、警部補らに疑われながらも釈放される。だがそのことが新聞記事に載ったため、それを見たヴィンスがジャックの事務所に乗り込んできた。彼に脅されるジャックだったが、反撃して事務所から逃げ出す。一方金を奪われたジョンジーらは、ビッグ・ジムに連絡を取ってフェイとの関係が疑われるジャックを見つけ出すよう頼んでいた。フェイの居場所を突き止めたジャックは、彼女が泊まるホテルの部屋に連れて行き謝礼の残りを貰おうとしたとき、大金が入ったブリーフケースを発見する。そしてジャックは彼女がどうやってそれを手に入れたかを尋ねるが、そこにジョンジーと彼女らが金を奪ったマフィアの片割れが部屋に突入してきたため、フェイはとっさに持っていた銃で2人を射殺する。
金を持ってホテルから逃亡した2人だったが、警察に手配されるのも時間の問題だと感じたフェイは、ジャックにもういちど自分を殺されたことにして欲しいと頼み込む。

## キャスト
| 役名                     | 俳優                   | 日本語吹替 | 日本語吹替 |
| 役名                     | 俳優                   | VHS版      | TBS版      |
| ------------------------ | ---------------------- | ---------- | ---------- |
| ジャック・アンドリュース | ヴァル・キルマー       | 江原正士   | 鈴置洋孝   |
| フェイ・フォレスター     | ジョアンヌ・ウォーリー | 高島雅羅   | 小山茉美   |
| ヴィンス・ミラー         | マイケル・マドセン     | 堀勝之祐   | 谷口節     |
| アラン・スエイジー       | ジョン・グリース       | 玄田哲章   | 小室正幸   |
| テリー                   | ビビ・ベッシュ         |            | 竹口安芸子 |
| ヘンドリックス警部補     | マイケル・グリーン     | 大木民夫   | 藤本譲     |
| ビッグ・ジム             | リー・ウィルコフ       | 峰恵研     | 有本欽隆   |
| ジョンジー               | ジョー・カーベリー     | 仁内建之   | 糸博       |
| 借金取り1                | ロバート・シューフ     | 星野充昭   | 古田信幸   |
| 借金取り2                | デュエイン・タッカー   | 桜井敏治   | 高木渉     |
| マーティ                 | ニック・ディミトリ     |            |            |

- TBS版：初回放送1993年5月19日『水曜ロードショー』

## スタッフ
- 監督：ジョン・ダール
- 脚本：ジョン・ダール、デヴィッド・W・ウォーフィールド
- 製作：スティーヴ・ゴリン、シガージョン・サイヴァッツォン、デヴィッド・W・ウォーフィールド
- 製作総指揮：マイケル・クーン、ナイジェル・シンクレア
- 撮影監督：ジャック・スタイン
- プロダクションデザイナー：ミシェル・ミンチ
- 編集：エリック・L・ビーソン、フランク・E・ヒメネス、ジョナサン・P・ショウ
- 衣裳デザイン：テリー・ドレスバック
- 音楽：ウィリアム・オルヴィス
- 日本語字幕：市橋正浩
- VHS版
  - 翻訳：安西敏
  - 演出：山田悦司
- TBS版
  - 翻訳：九鮎子
  - 演出：伊達康将
  - 効果：リレーション
  - 製作：東北新社